# Isabel Madeira
Isabel Madeira fue una mujer soldado portuguesa del siglo XVI. Participó notoriamente al frente de un batallón femenino durante el asedio musulmán de Diu en 1546.

## Biografía
La ciudad de Diu vivió su segundo asedio en 1546, de manos del sultanato de Gujarat. Debido al reducido número de defensores de la ciudadela portuguesa de S. Jorge, el comandante João de Mascarenhas formó un batallón de voluntarias para combatir. Madeira, esposa de un médico que caería en la misma batalla, fue nombrada capitana al mando de mujeres cuyos nombres también registró la historia, como Isabel Fernandes, Isabel Dias, Garcia Rodrigues y Catarina Lopes. El grupo ayudó a reparar dos baluartes destruidos por la artillería enemiga, auxiliaron a heridos y combatieron en el propio frente. Se dice que Madeira no tardó más de lo necesario en enterrar a su marido muerto antes de volver al campo de batalla.
La crónica Décadas de Diogo de Couto describió los hechos así en 1842:

Del primer asedio de Diu pasemos al segundo. Este (que sustentó con valor digno de su persona el famoso y conocido capitán don João Mascarenhas, en la época del memorable don João de Castro, uno de los mayores hombres que, con gran crédito para sí e igual gloria para Portugal, gobernó los estados de la India) fue por las circunstancias que acontecieron mucho más formidable que el primero. Por este motivo se formó una gran Compañía de mujeres, para que unidos todos los esfuerzos, masculino y femenino, se pudiese resistir mejor la furia de los enemigos. Entre aquellas pasaron a la memoria los nombres de Garcia Rodrigues, Isabel Dias, Catharina Lopes e Isabel Fernandes, gobernándolas como capitán Isabel Madeira. Éstas, tal suerte que hubo en este memorable asedio, no se limitaron a las reparaciones de los muros y los baluartes, sino que, ayudando a los mismos soldados, a ellas se debió que se no se rindiera aquella fortaleza.